# Сибирский жандармский округ
Сибирский жандармский округ — территориальное объединение подразделений политической полиции в губерниях Сибири, Дальнего Востока и части Урала. Возник в связи с появлением массовой ссылки в Сибири в 1833 году, просуществовал до 1902 года.

## Жандармские части до 1833 года
Функции политической полиции Отдельный корпус жандармов приобрел в 1827 году в момент своего образования. Он сохранял военный образец структуры, воинские звания и чины, однако для наибольшей эффективности Корпус рассредоточили по территории Империи, а для мобильного управления ввели окружную систему во главе с жандармскими генералами. «Положение о Корпусе Жандармов» 1827 года распространялось только на Европейскую часть России: Сибирь, Польша и Кавказ не были включены в эту полицейскую структуру. В Сибири после декабрьского восстания 1825 года была создана особая структура политической полиции, территориально и по штату заметно уступавшая жандармским округам — Нерчинское комендантское управление (Нерчинская каторга), комендант которого генерал-майор С. Р. Лепарский стоял вне восточно-сибирской административной иерархии и подчинялся непосредственно начальнику Главного штаба и начальнику III Отделения императорской канцелярии. Эта структура была создана для организации каторжных работ участников восстания и переплеталась с горно-полицейскими чинами. Также в 1828 году в Западную Сибирь была послана секретная миссия жандармского полковника А. П. Маслова. Этим и ограничивается жандармское ведомство до 1833 года.

## Учреждение округа
В 1833 году учрежден VII округ Корпуса Жандармов с центром в Тобольске. В каждой губернии появились штаб-офицеры с командами для контроля на местах. Широкий круг полномочий по наблюдению за ссылкой и получению информации от чиновников переплеталось с контролем над самим административным аппаратом. Первый начальник VII округа А. П. Маслов вошел в конфликт с губернатором Западной Сибири, что положило начало противостоянию жандармов и сибирской администрации. В том же году в августе вышел акт, согласно которому жандармские штаб-офицеры, находящиеся на ярмарках в городах и местечках, исполняли должности временных комендантов этих ярмарок. В Иркутске для жандармской команды казармы были построены в том же году на месте сгоревшего винного завода Ситникова, возле реки Ушаковки.
Закрепление жандармско-окружной системы в Сибири произошло с изданием нового «Положения Корпуса Жандармов» 1836 года. В VII округ вошли Тобольская, Пермская, Оренбургская, Томская, Енисейская, Иркутская губернии и Омская область. На местах создавались управления губернских штаб-офицеров и жандармские команды: Пермская, Уфимская, Томская, Красноярская, Иркутская, Тобольская и Омская. Штатное расписание управлений и команд для губерний III, IV, V, VI и VII округов было одинаковое:
| Чины                              | Штатное число | Категория                                |
| --------------------------------- | ------------- | ---------------------------------------- |
| Штаб-офицер (подполковник)        | 1             | Чины управления губернского штаб-офицера |
| Адъютант штаб-офицера (поручик)   | 1             | Чины управления губернского штаб-офицера |
| Писарь (из кантонистов)           | 2             | Чины управления губернского штаб-офицера |
| Денщик штаб-офицера               | 4             | Чины управления губернского штаб-офицера |
| Денщик адъютанта                  | 1             | Чины управления губернского штаб-офицера |
| Начальник команды (штабс-капитан) | 1             | Офицер команды                           |
| Вахмистр                          | 1             | Строевые чины команды                    |
| Конные унтер-офицеры              | 3             | Строевые чины команды                    |
| Рядовые конные                    | 20            | Строевые чины команды                    |
| Рядовые пешие                     | 4             | Строевые чины команды                    |
| Писарь (из кантонистов)           | 1             | Нестроевые чины команды                  |
| Коновал                           | 1             | Нестроевые чины команды                  |
| Кузнец                            | 1             | Нестроевые чины команды                  |
| Денщик начальника команды         | 2             | Нестроевые чины команды                  |
| Лошадь офицерская                 | 1             | Лошади команды                           |
| Лошадь строевая                   | 24            | Лошади команды                           |
| Итого (без лошадей)               | 43            |                                          |

В 1841 году округ (уже VIII по счету) уменьшился: Оренбургскую губернию причислили к VII округу, что уменьшило личный состав на 43 чина.

## Начальники
- 1833—1836 — А. П. Маслов (Маслов 2-й), полковник, исправляющий должность начальника VII (VIII) округа;
- 1836—1844 — Н. Я. Фалькенберг, полковник (затем — генерал-майор), начальник округа;
- 1844—1853 — К. И. Влахопулов, генерал-майор, начальник округа;
- 1853—1860 — Я. Д. Казимирский, генерал-майор, начальник округа;
- 1860—1863 — В. А. Мосолов, полковник (затем — генерал-майор), начальник округа;
- 1863—1873 — Н. Н. Политковский, генерал-майор, начальник округа VIII (с 1867 — Сибирского) жандармского округа;
- 1873—1886 — Д. М. Ходкевич, генерал-майор (затем — генерал-лейтенант), начальник Сибирского жандармского округа;
- 1886—1895 — Н. И. Александров, генерал-майор, начальник Сибирского жандармского округа;
- 1895—1897 — И. Н. Познанский, генерал-майор (затем — генерал-лейтенант), начальник Сибирского жандармского округа;
- 1898—1902 — С. А. Демидов, генерал-майор (затем — генерал-лейтенант), начальник Сибирского жандармского округа[5].